# Tarasiwka (rejon fastowski)
Tarasiwka (ukr. Тарасівка) – wieś na Ukrainie, w obwodzie kijowskim, w rejonie fastowskim, w hromadzie Bojarka. W 2020 liczyła 7310 mieszkańców.